# Albert Mermoud
Pour les articles homonymes, voir Mermoud.
Albert Mermoud, né le 24 mai 1905 à Neuchâtel et mort le 18 mars 1997  à Lausanne, est un entrepreneur suisse, cofondateur puis président de la Cinémathèque suisse et fondateur de la maison d'édition la Guilde du Livre.

## Biographie
Originaire de Neuchâtel et de Poliez-le-Grand, Albert Mermoud naît à Neuchâtel. Après avoir obtenu des licences en droit et en sciences économiques à l'université de Lausanne, il travaille comme directeur commercial à Angers entre 1930 et 1936.

### La Guilde du Livre
De retour à Lausanne, en 1936, il fonde la Guilde du Livre, maison d'édition vendant ses livres par correspondance, sur abonnement, ce qui lui permet de promouvoir la culture dans les domaines de la littérature, de l’histoire et des beaux-arts, notamment en Suisse romande. Parmi les premières publications, on trouve Gigi et autres nouvelles de Colette ou le premier roman de Gilbert Cesbron, Les innocents de Paris. En 1957, le club atteint les 100 000 membres. Jusqu'en 1978, la Guilde du Livre publiera ainsi plus de mille ouvrages : des romans, des livres d’art, des albums de photographies et des livres pour enfants avant d'être vendue à France Loisirs,.

### La Cinémathèque suisse
En 1948, Albert Mermoud prend part à la fondation de la Cinémathèque suisse. D'abord membre du comité de direction, il en devient co-vice-président (avec Jean-Pierre Vouga) en janvier 1954, puis président en 1968, à la mort de Marcel Lavanchy. Il occupera cette fonction jusqu’en 1989. C'est sous sa présidence que la Cinémathèque suisse déménage au casino de Montbenon et devient, en 1981, une fondation de droit privé.
Il siège en outre au conseil de fondation de Pro Helvetia entre 1953 et 1962.

### Vie privée
Il épouse en premières noces, en 1931, Blanche Aimée Graber, fille d'Ernest-Paul Graber, puis, en 1956, Antoinette Gross.